# Église Saint-Philippe-Néri de Għaxaq
Pour les articles homonymes, voir Église Saint-Philippe.
L'église Saint-Philippe-Néri est une église catholique construite en 1762 et située à Għaxaq, à Malte.